# Horst Mühlmann
Horst Herbert Erich Mühlmann (Dortmund, 2 gennaio 1940 – Selm, 17 novembre 1991) è stato un calciatore e giocatore di football americano tedesco.

## Biografia
Terminata la carriera agonistica, tornò in patria dove con i soldi guadagnati fece costruire un condominio a Selm, ove visse e poi morì nel 1991.

## Carriera

### Calcio
Mühlmann si forma nel BV Brambauer e poi nel Borussia Dortmund. Nel 1961 viene ingaggiato dallo Schalke 04, con cui esordisce nella massima serie tedesca nella Oberliga 1961-1962, ottenendo il terzo posto nel Gruppo 1. 
Nella stagione 1963-1964 debutta nella neonata Bundesliga a girone unico, ottenendo l'ottavo posto finale. Nella stagione 1964-1965 perde il posto da titolare a causa dell'arrivo in squadra dello jugoslavo Gyula Tóth e poi l'anno seguente di Josef Elting. Mühlmann rimase comunque in forza allo Schalke sino al 1966, giocando sempre nella massima serie.
Nella stagione 1966-1967 passa ai cadetti del Bonner, con cui retrocede al termine del campionato in terza serie. Nel 1968 si trasferisce negli Stati Uniti d'America per gioca nei Kansas City Spurs, impegnati nella neonata North American Soccer League. Con gli Spurs giunge alle semifinali del torneo 1968.

### Football americano
Chiusa l'esperienza con gli Spurs Mühlmann viene notato da osservatori delle leghe di football americano per la potenza del suo tiro, essendo in grado di calciare un pallone da porta a porta, vedendo in lui le potenzialità di un buon kicker. Viene ingaggiato dai Cincinnati Bengals, franchigia della American Football League: con i Bengals chiude il suo primo torneo all'ultimo posto della Western Division nell'AFL 1969.
Nella stagione 1970 l'AFL confluisce nella NFL, ed i Bengals vengono inseriti nel girone AFC Central che si aggiudicano. Nella prima stagione vengono raggiunti i Divisional Play-off, eliminati dai futuri campioni del Baltimore Colts.
Raggiunge nuovamente i Divisional Play-off nella stagione 1973, venendo eliminato con la sua squadra nuovamente da quelli che sarebbero divenuti i futuri campioni, in questo caso i Miami Dolphins.
Nella stagione 1975 passa ai Philadelphia Eagles, franchigia nella quale militerà sino al 1977, senza mai accedere alle fasi finali.